# Pandemrix

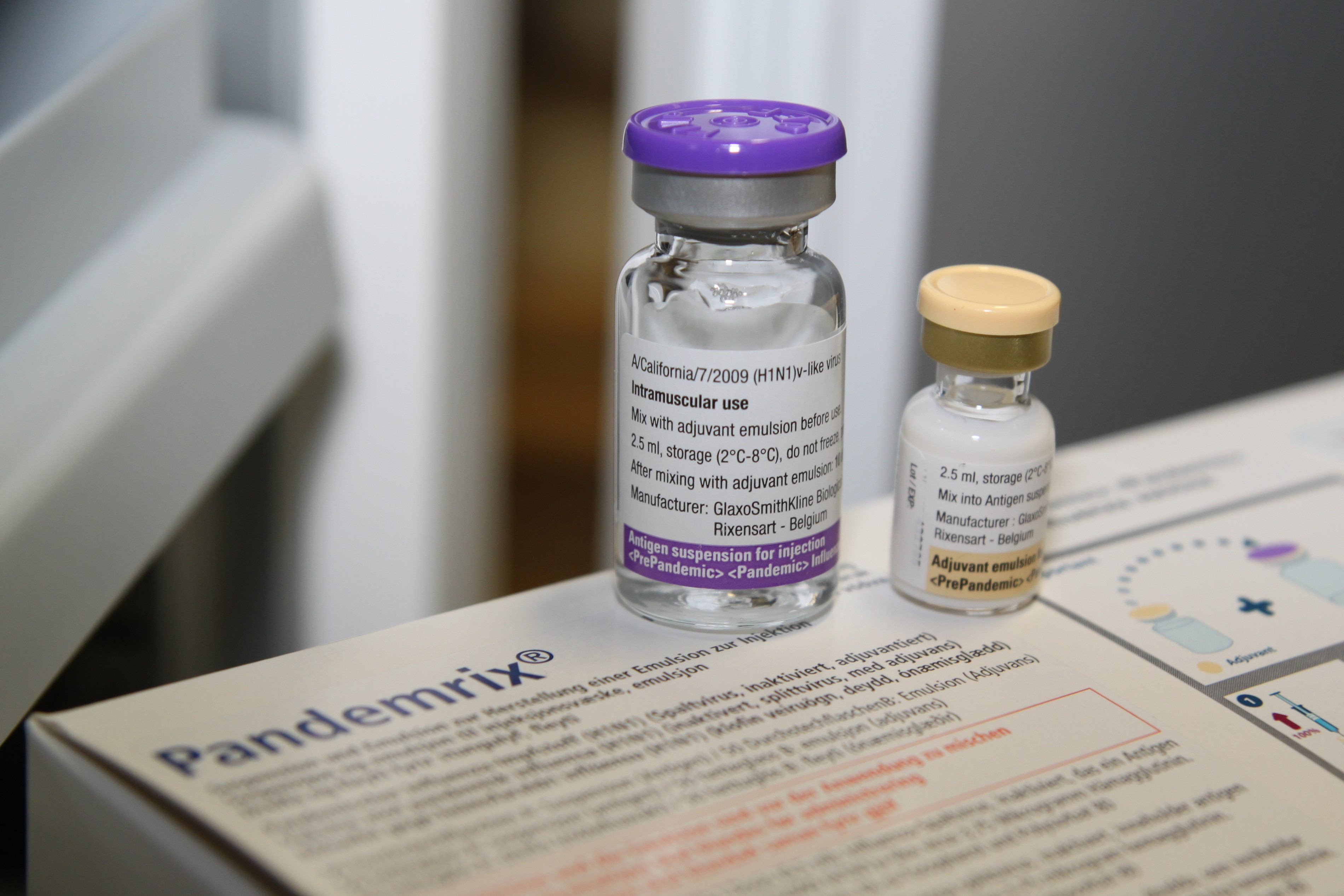
Presentación de la Vacuna

Pandemrix suspensión y emulsión para emulsión inyectable, es una vacuna creada para combatir el virus de la Influenza de Tipo A (H1-N1), por la empresa GlaxoSmithKline Biologicals s.a. con sede en Bélgica. Fue patentado en septiembre de 2006.
La vacuna fue una de las vacunas contra la gripe H1N1 cuyo uso aprobó la Comisión Europea en septiembre de 2009, siguiendo las recomendaciones de la Agencia Europea de Medicamentos (EMEA).
Se descubrió que Pandemrix estaba asociada a un mayor riesgo de narcolepsia y que presentaba tasas más elevadas de efectos adversos que otras vacunas contra la gripe H1N1.
Está creada a base de virus fraccionados, inactivados y adyuvada. Básicamente Pandemrix es una vacuna para prevenir la gripe pandémica. Cuando se suministra la vacuna el sistema inmunitario comenzará a crear su propia defensa contra la enfermedad. Se pueden aplicar segundas dosis pero en todo caso y en cualquier edad se debe esperar al menos tres semanas para su reactivación. 

## Precauciones

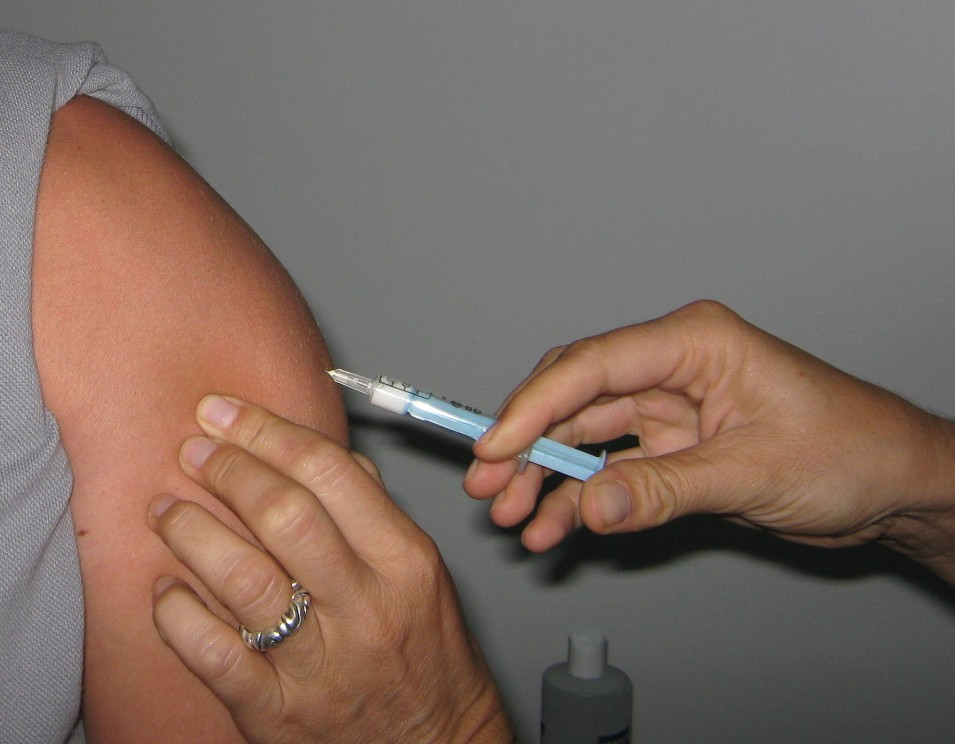
Inoculación

Se debe tener especial cuidado con personas que hayan sufrido un proceso alérgico de manera súbita y grave frente a cualquiera de los componentes que contiene la vacuna, como son tiomersal, proteína de huevo y de pollo, ovoalbúmina, formaldehído, gentamicina (antibiótico) o desoxicolato sódico. Tampoco se debe suministrar Pandemrix a pacientes que presenten algún cuadro infecciosos agudo con fiebre superior a 38º.